# USS LST-714
O USS LST-714 foi um navio de guerra norte-americano da classe LST que operou durante a Segunda Guerra Mundial.